# Joji Govindu
Joji Govindu (ur. 3 maja 1944 w Dharmaram) – indyjski duchowny rzymskokatolicki, biskup Nalgonda w latach 1997–2021. W latach 2012–2016 był administratorem apostolskim diecezji Viyajawada.